# Andrzej Niwa
Andrzej Niwa (ur. 26 listopada 1900 w Chechłach; zm. wiosną 1940 w Charkowie) – polski duchowny rzymskokatolicki, kapelan Wojska Polskiego, ofiara zbrodni katyńskiej. 

## Życiorys

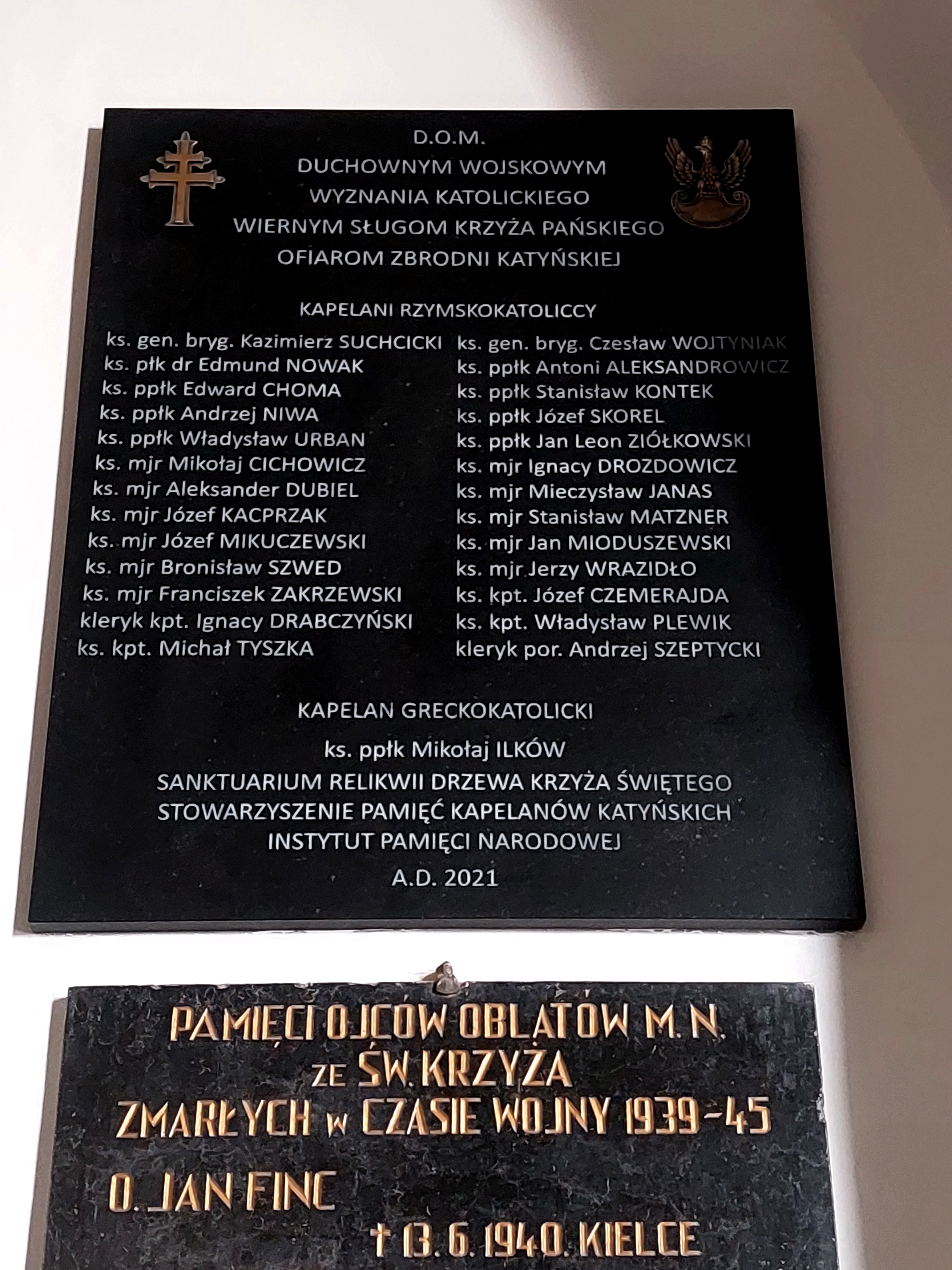
Tablica upamiętniająca duchownych zamordowanych w ramach zbrodni katyńskiej odsłonięta w 2021 roku w krużganku bazyliki mniejszej pw. Trójcy Świętej i sanktuarium Relikwii Drzewa Krzyża Świętego na Świętym Krzyżu.

Urodził się w wielodzietnej rodzinie Jana i Antoniny z domu Ochab. Po ukończeniu szkoły powszechnej w Chechłach uczył się dalej w gimnazjum w Stanisławowie, a następnie w Państwowym Gimnazjum w Dębicy. 
W 1919 r. wstąpił do Wyższego Seminarium Duchownego w Tarnowie. Po ukończeniu studiów teologicznych 29 czerwca 1923 roku przyjął święcenia kapłańskie z rąk ordynariusza tarnowskiego ks. bpa Leona Wałęgi. W latach 1923–1930 pracował jako wikariusz w parafiach: św. Małgorzaty w Nowym Sączu, św. Jana Chrzciciela w Łącku, Narodzenia NMP w Krużlowej Wyżnej i Świętych Apostołów Piotra i Pawła w Uściu Solnym oraz jako proboszcz w parafii św. Józefa Oblubieńca w Pogórskiej Woli. 
1 września 1927 roku ks. Niwa został przeniesiony z pospolitego ruszenia na kapelana rezerwy Wojska Polskiego ze starszeństwem od 1 stycznia 1927 r. 
Do wojskowej służby czynnej, zawodowej, został przyjęty 1 lutego 1931 r. i skierowany do Brygady KOP „Polesie” na kapelana 16. batalionu KOP "Sienkiewicze". Dowództwo batalionu kwaterowało w Łachwie, a kompanie graniczne Sienkiewiczach we wschodniej części województwa Poleskiego, przy granicy RP z Białoruską SRR. W strukturze duszpasterstwa WP ten obszar zaliczano do rejonu Pińsk, w dekanacie religijnym nr IX Brześć nad Bugiem. Służbę w KOP zakończył 30 grudnia 1931 r. 
Ks. Andrzej Niwa 1 grudnia 1931 r. był mianowany na administratora parafii wojskowej w Prużanie - garnizonu 20. Pułku Artylerii Lekkiej i 25. Pułku Ułanów Wielkopolskich w dekanacie religijnym nr IX Brześć nad Bugiem. Następnie został skierowany do Grudziądza. Od 16 maja 1936 r. posługiwał w Ostrowie Wielkopolskim w garnizonie 60. Pułku Piechoty Wielkopolskiej w dekanacie religijnym nr VII Poznań. Posługiwał żołnierzom trzech pułków, stacjonujących w trzech garnizonach, 60. pułku piechoty Wielkopolskiej stacjonującego w Ostrowie, 56. pułku piechoty Wielkopolskiej w Krotoszynie i 70. Pułku Piechoty w Pleszewie. 2 lipca 1936 roku wszedł w skład zarządu ostrowskiego koła Polskiego Białego Krzyża. W maju 1938 roku wybrano go w skład powiatowego prezydium Komitetu Budowy Ścigacza Torpedowego „Poznań”. Był także członkiem ostrowskiego oddziału Polskiego Towarzystwa Opieki nad Grobami Bohaterów. 27 lipca 1939 roku przekazał ostrowską parafię ks. Wacławowi Jabłońskiemu i wyjechał do Tarnowa. W sierpniu był administratorem parafii wojskowej WP pw. św. Wojciecha w Tarnowie w dekanacie religijnym nr V Karków. 
Wziął udział w kampanii wrześniowej jako kapelan 5 pułku strzelców konnych. We wrześniu 1939 r. w nieznanych okolicznościach dostał się do niewoli sowieckiej. Osadzono go w obozie jenieckim na zamku w Złoczowie, skąd przekazał do rodziny pocztówkę noszącą datę 9 października 1939 roku. Pisał w niej:

Złoczów dn. 9 X 39.
Kochani Rodzice! Jestem dzięki Bogu dosyć zdrów. Powodzenie jak zwykle w niewoli. Proszę o zwiezienie moich rzeczy z Tarnowa. Ewentualnie sprzedać kawałek pola i budować dom. Kiedy wrócę nie wiem. Jak P. Bóg pozwoli to napiszę więcej. Proszę być o mnie spokojnym i modlić się, aby P. Bóg pozwolił mi przetrwać i zdrowo do Was powrócić. Zasyłam wszystkim serdeczne pozdrowienia. Bogu Was oddaję. Serdecznie Was całuję.

Ze Złoczowa został przewieziony do obozu specjalnego NKWD w Starobielsku. Stamtąd wysłał do rodziny pocztówkę z datą 1 grudnia 1939 roku:

Starobielsk 1 XII 39.
Kochani Rodzice i Wichtuś. Jestem na terenie Rosji dosyć zdrów. Ciekawym co u Was słychać, jak Wasze zdrowie, zwłaszcza Rodziców. Co z moim mieszkaniem w Tarnowie. Proszę dużo napisać o wszystkim. Co z budową domu. Żal mi bardzo, że nie mogę Wam teraz pomagać. Gdyby zaszła potrzeba, to mogę do Was przesłać pełnomocnictwo na sprzedaż pola lub zaciągnijcie pożyczkę, jak wrócę to wszystko wyrównam. Nie chciałbym, by z mojej winy cierpieli Rodzice biedę. Adres swój podaję po rosyjsku. (…) Proszę o pamięć w modlitwie i życzę Wesołych Świąt.

Nie został wywieziony z obozu przed Wigilią Bożego Narodzenia 1939 roku jak inni kapelani, co może świadczyć o tym, że udało mu się ukryć przed funkcjonariuszami NKWD swój stan kapłański. Między 5 kwietnia a 12 maja 1940 roku, na podstawie wykazu NKWD sporządzonego w Moskwie, został przekazany do dyspozycji naczelnika Zarządu NKWD Obwodu charkowskiego. Jego nazwisko figuruje w wykazie akt ewidencyjnych jeńców wojennych, którzy opuścili obóz w Starobielsku, pod pozycją 2381. Został zamordowany przez funkcjonariuszy NKWD w budynku Obwodowego Zarządu NKWD w Charkowie. Ciało kapłana wrzucono do bezimiennego, zbiorowego dołu śmierci w Piatichatkach, gdzie od 17 czerwca 2000 mieści się oficjalnie Cmentarz Ofiar Totalitaryzmu w Charkowie.
W liście do rodziny z 11 stycznia 1950 roku Biskup Polowy Wojsk Polskich Józef Gawlina nazwał go jednym z najlepszych księży kapelanów wojskowych. Ksiądz Bernardyn Dziedziak, kolega księdza Niwy z tarnowskiego Seminarium Duchownego, w piśmie z maja 1985 roku napisał: 

Był człowiekiem dobrym, uprzejmym, cichym, był kolegą uczynnym. Odznaczał się duchem ofiary i poświęcenia. Przez wszystkich kochany jako «ksiądz Jędruś». Jego ciało wrzucono do zbiorowych dołów podmiejskich w lesie.

## Upamiętnienie
Od 1989 roku jego symboliczna mogiła znajduje się na grobowcu rodzinnym na Cmentarzu Parafialnym w Ropczycach.

W 1991 roku tabliczka z jego nazwiskiem została umieszczona na "Ścianie Katyńskiej" w katedrze polowej Wojska Polskiego w Warszawie. 
5 października 2007 roku minister obrony narodowej Aleksander Szczygło mianował go pośmiertnie na stopień podpułkownika. Awans został ogłoszony 9 listopada 2007 roku w Warszawie, w trakcie uroczystości „Katyń Pamiętamy – Uczcijmy Pamięć Bohaterów”.
W 2010 roku posadzono „Dęby Katyńskie” w Dębicy i Błoniu koło Warszawy, honorujące jego pamięć.
4 listopada 2019 roku odbyła się uroczystość poświęcenia tablicy umieszczonej na Kościele Garnizonowym w Rzeszowie, zawierającej nazwiska 8 kapelanów WP – ofiar zbrodni katyńskiej, pochodzących z Podkarpacia, na której znalazł się m.in. Andrzej Niwa. 
W 2019 roku stowarzyszenie "Pamięć Kapelanów Katyńskich" wydało publikację "Ksiądz ppłk Andrzej Niwa (1900-1940) Kapelan WP i KOP".
12 maja 2019 w Kalwarii Pacławskiej, odbyła się uroczystość związana z odsłonięciem oraz poświęceniem tablicy pamiątkowej i Alei Dębów Pamięci Kapelanów Katyńskich przy kaplicy „Ukrzyżowanie”. Wśród 32 kapelanów wojskowych różnych wyznań, zamordowanych w Katyniu i innych miejscach kaźni w 1940, jest wymieniony ppłk Andrzej Niwa.

## Proces beatyfikacyjny
Ksiądz Andrzej Niwa jest jednym z 24 księży kapelanów Wojska Polskiego z lat 1919–1939 zamordowanych wiosną 1940 roku w ramach zbrodni katyńskiej, zgłoszonych przez Stowarzyszenie Rodzina Katyńska w Warszawie w styczniu 2011 roku na kandydatów do procesu beatyfikacyjnego Męczenników Wschodu (1917-1989).